# Daniel Barnz
Daniel Barnz est un scénariste et réalisateur américain né en 1970 à Gladwyne, en Pennsylvanie.

## Biographie
Daniel Bernstein, né à Gladwyne, une banlieue de Philadelphie change de nom par une fusion. En effet, il fait fusionner Bernstein et Schwartz, nom de la famille de son partenaire de deux décennies. Diplômé de l'université Yale et de l'University Film School du Sud de la Californie.
En 2001, il réalise son premier film The Cutting Room. Cependant, c'est en 2009 qu'il rencontre un succès critique avec son film Phoebe in Wonderland où Elle Fanning y tient une place importante en incarnant Phoebe, une petite fille spéciale. Elle souffre en effet du syndrome de Gilles de La Tourette mais est incomprise par sa famille. C'est avec des critiques mitigées que Daniel Barnz commence à faire parler de lui. Il réalise ensuite Sortilège, une adaptation moderne du conte La Belle et la Bête avec comme vedette Alex Pettyfer et Vanessa Hudgens. Ce film est l’adaptation du roman d'Alex Flinn intitulé Beastly.
En 2012, il réalise le film De leurs propres ailes qui est cette fois sujet à controverse. Il est en effet attaqué par Randi Weingarten, chef de l'American Federation of Teachers (AFT). On reproche au film ses critiques stéréotypées trop flagrantes.

## Filmographie
- 2001 : The Cutting Room (court métrage)
- 2008 : Phoebe in Wonderland
- 2011 : Sortilège
- 2012 : De leurs propres ailes (Won't Back Down)
- 2014 : Cake